# 萊頓的約翰
萊頓的約翰（德語：Jan van Leiden；1509年2月2日—1536年1月22日）是荷蘭重浸派領袖，1533年移居德國明斯特采邑主教區的首府明斯特。他聲稱自己為先知彌賽亞，並率領重洗派基督徒攻佔明斯特市，將這座城市依照千禧年主義建立成為一個重洗派的神權政治國家，即明斯特公社，改名為新耶路撒冷。1534年9月宣布自己成為新耶路撒冷的國王。1535年6月，在采邑主教弗朗茨·馮·瓦爾德克圍攻這座城市後，俘虜約翰，將這場造反運動鎮壓下來。1536年1月22日，約翰與伯恩哈德·克尼珀多林和伯恩哈德·克雷希廷在中央市場被極刑處死。

## 生平

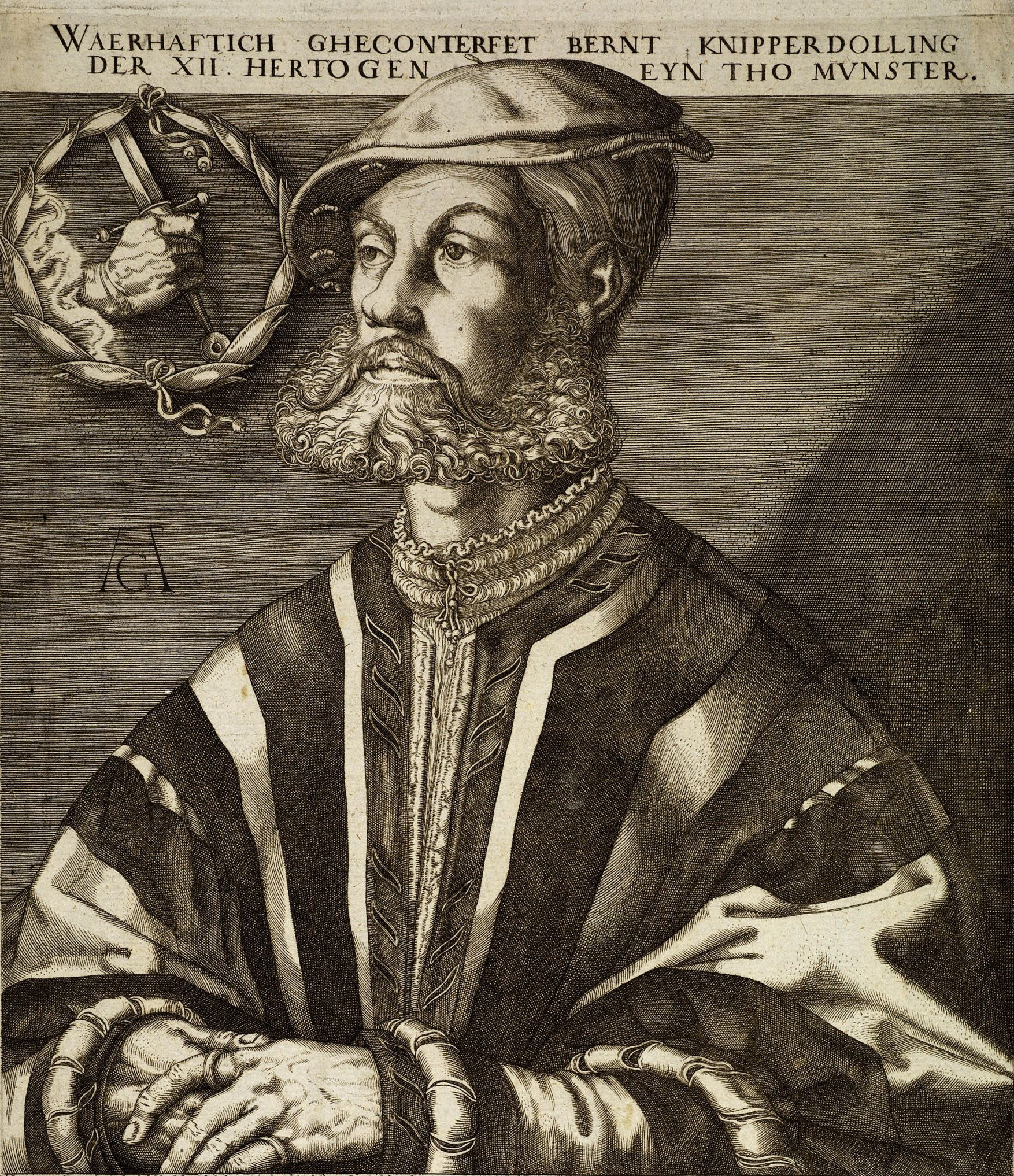
重洗派王國 國王副手伯恩哈德·克尼珀多林

約翰是荷蘭市長的私生子，也是裁縫學徒。他出生在今南荷蘭省尼烏科普市的澤芬霍芬村。在貧困的環境中長大，年輕的約翰在群眾中很快成為了一位具有群眾魅力且受尊敬的領袖。約翰最初是秘密的重洗派教徒，但後來他在德國明斯特造反事件後，成為明斯特重洗派的公認先知。根據約翰自己的說詞，因為他受到德國明斯特重洗派教士的啟發，於是他與一位被公認為先知同時也是爲他施洗的揚·馬蒂斯，於1533年一同搬往德國明斯特。在他到達之後，馬蒂斯這位公認的先知成了這座城市的主要領導人。馬蒂斯抵達後將所有天主教徒驅逐出城，餘下的居民分為十二個支派，建立一個基於基督教義的社會結構。他取消金錢貨幣的使用，並禁止擁有私人財產。在1534年復活節星期日，明斯特、奧斯納貝克和明登的采邑主教弗朗茨·馮·瓦爾德克率領一支由天主教支持的軍隊圍攻了重洗派接管的明斯特市。馬蒂斯領導對抗這場圍攻，但很快就陣亡。於是約翰接管，自稱為「新耶路撒冷之王」，直到1535年6月它完全淪陷。

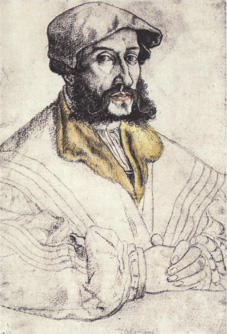
重洗派王國 軍事大臣伯恩哈德·克雷希廷（Bernhard Krechting）

在被采邑主教圍困的期間，約翰領導著明斯特的重洗派信徒。他以先知的身份爲在戰鬥中犧牲的馬蒂斯立名，也為「新耶路撒冷」訂立了的新的典章律例及制度，包含使用明斯特公民財產製作出來的各式皇室服裝。在明斯特被圍困的期間，約翰提出了許多鼓勵英勇和忠誠的獎勵，連同他的個人魅力，使他在被采邑主教擊敗之前，都擁有很高的支持度。他的座右銘是：「Gottes macht is myn cracht”（上帝是我的力量）」。

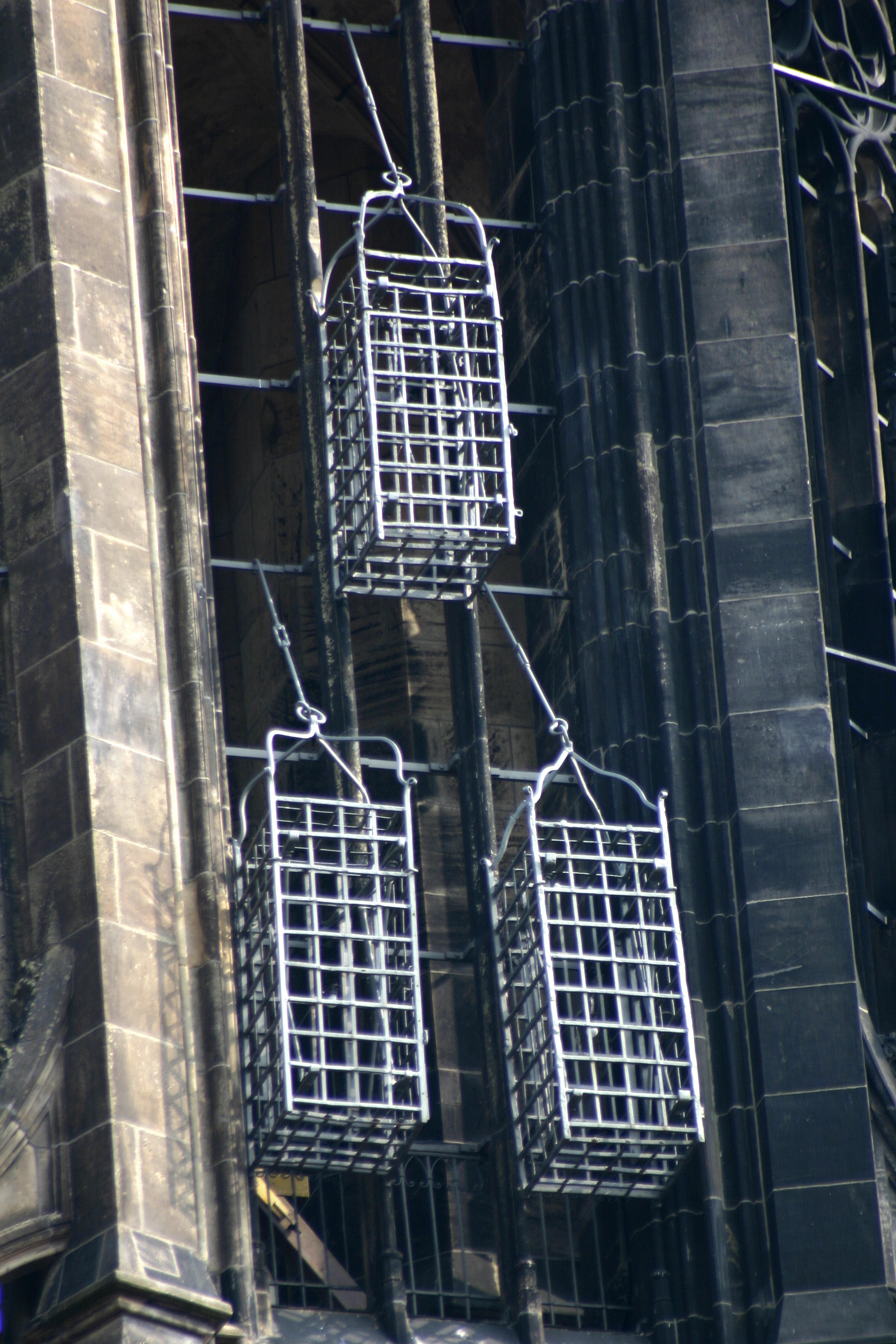
聖蘭伯特教堂尖頂上装有明斯特起義領袖屍體的鐵籠。

1535年，采邑主教弗朗茨·馮·瓦爾德克擊敗明斯特軍隊，萊頓的約翰在一間房子的地窖裡被俘。從那裡他被帶到迪爾門的一個地牢收押，然後被帶回明斯特。1536年1月22日，他與伯恩哈德·克雷希廷和伯恩哈德·克尼珀多林一起受到酷刑，最終被處決。他們三人都被一個鐵釘項圈固定在一根桿子上，身體被熾熱的鉗子撕裂一小時才被處死。在他們最後被燃燒的匕首刺穿心臟之前，他們三人的舌頭都是被炙熱的鉗子拉出來的。其中克尼珀多林在看到約翰被折磨的過程後，試圖用項圈窒息自己，但被劊子手識破，將他綁在木樁上，使他無法自殺。行刑後，他們的屍體被放在三個鐵籠子裡，掛在聖蘭伯特教堂的尖頂上，遺體任其腐爛。大約五十年後，骨頭被移除，但鐵籠仍然存在。

## 史觀
傳統觀點認為，萊頓的約翰在明斯特建立了一夫多妻制的神權政體，最著名的是約翰通過的一項法律，規定任何未婚婦女必須接受向她提出的第一個求婚。此項規定造成男人競相獲得最多的妻子。據說，約翰本人除了他的「王后」迪瓦拉·範·哈勒姆之外，還娶了16個妻子，並且在他的一位妻子伊麗莎白·萬德舍勒反抗他的權威後，公開將她斬首。社會民主主義活動家卡爾·考茨基在他的《宗教改革時期的中歐共產主義》中指出，關於這種對明斯特重洗派的描述，幾乎完全是由重洗派的敵人為剷除異己而編篡的，他們試圖為這場血腥征服的正當性辯護。考茨基對文獻中的理解，強調了重洗派在約翰統治時期，實對社會平等、政治民主和公共生活的高度重視。

## 相關民間傳說、戲劇和小說
- 约翰的名字在荷兰语中仍然存在，有句谚语，意味着「不要在某事上付出太多努力（或任何努力）」。
- 约翰·莱顿在托马斯·纳什的《不幸的旅行者（英语：The Unfortunate Traveller）》（1594年）中有提到，其主人公杰克·威尔顿 (Jack Wilton) 讽刺地描述了明斯特围困和莱顿的死。
- 贾科莫·梅耶贝尔的歌剧《先知（英语：Le prophète）》(1849) 以约翰为主角。它涉及佔領明斯特（第三和第四章），约翰在大教堂作为上帝选民的加冕礼（第四章），其结局是在明斯特的约翰宫殿中进行的。
- 约翰在弗里德里希·雷克-马勒克泽文（英语：Friedrich Reck-Malleczewen）1937年的反纳粹小说《波克尔森：大规模精神错乱的故事》（Bockelson: Geschichte eines Massenwahns）中作为希特勒的代理人出现。
- 莱顿的约翰出现在1962年彼得·范西塔特（英语：Peter Vansittart）的小说中，在美国出版名為《围攻》，在英国出版名为《上帝之友》。
- 约翰（以Jan Bockelson之名）是1967年弗里德里希·迪伦马特的戲剧《再洗禮派》（Die Wiedertäufer）和 1985 年亚历山大·歌尔（英语：Alexander Goehr）的歌剧《看那太阳（英语：Behold the Sun）》的主角之一。
- 莱顿的约翰出现在玛格丽特·尤瑟纳尔1968年的小说《苦煉（英语：The Abyss (Yourcenar novel)）》中，其中尤瑟纳尔融合了虚构和真实的人物，描述了整个明斯特叛乱及其垮台。这段话只占一小章。
- 1993年德国电视剧《末日之王（德语：König der letzten Tage）》描述莱顿，克里斯托弗·瓦尔兹饰演扬·贝克尔斯松，马里奥·阿多夫饰演冯·瓦尔德克主教。
- 约翰也在路德·布利塞特（英语：Luther Blissett (pseudonym)）的小说《Q（英语：Q (novel)）》中出现。
- 莱顿的约翰（简）是安妮塔·梅森（英语：Anita Mason）2003 年小说《完美》的主角。
- 约翰是乔纳森·藍波（Jonathon Rainbow）2010年小说《请善待她》的主角，[1]那是一部以明斯特叛乱事件为背景的历史小说。
- 理查德·鲍尔斯2014年小说《奥菲欧（英语：Orfeo (novel)）》的主人公以莱顿的约翰为主角创作了一部歌剧。